# National Cryptologic Museum
Het National Cryptologic Museum is een Amerikaans museum toegespitst op de geschiedenis van de cryptologie. Het museum, dat verbonden is aan het Amerikaanse Bureau Nationale Veiligheid, ligt op loopafstand van het hoofdkwartier van dit bureau in Fort Meade, Maryland.
Het museum, dat oorspronkelijk alleen toegankelijk was voor medewerkers van de NSA, opende in 1993 zijn deuren voor het publiek en ontvangt jaarlijks zo'n 50.000 bezoekers.

## Collectie

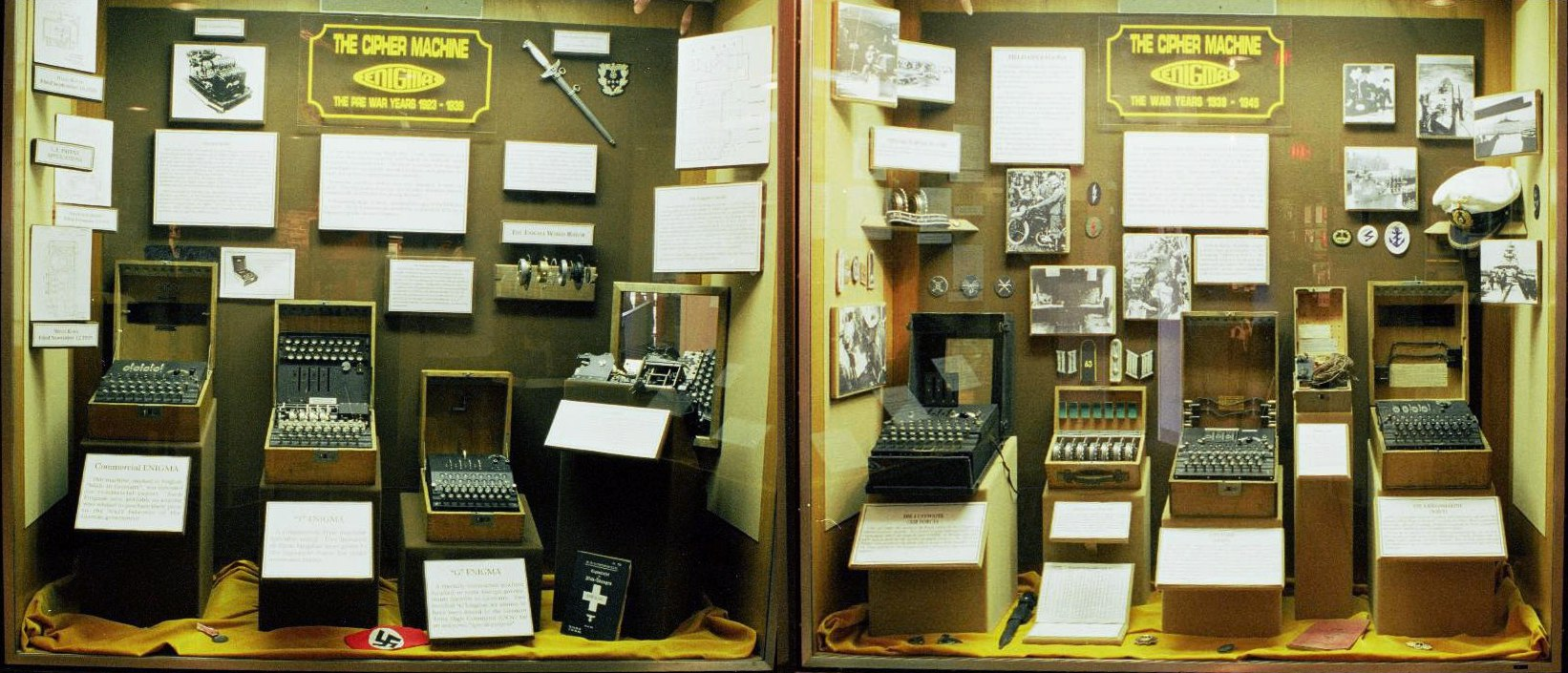
Verschillende versies van de Enigma-machine tentoongesteld in het museum

De collectie omvat enkele duizenden objecten die een inzicht geven in de geschiedenis van cryptologie en meer specifiek vanuit een Amerikaans perspectief. Tot de collectie behoren ook historische boeken over cryptografie zoals Polygraphia van Johannes Trithemius en Subtilitas de Subtilitate Rerum van Girolamo Cardano.